# Valerii Klimenco
Valerii Klimenco (n. 20 septembrie 1953, Serovsky District⁠(d), RSFS Rusă, URSS) este un politician rus din Republica Moldova, care îndeplinește în prezent funcția de consilier municipal al Chișinăului. Este fondatorul Mișcării Ravnopravie (în prezent Partidul Șor), și președinte de onoare al acesteia. 

## Biografie și carieră
Născut în regiunea Sverdlov din RSFS Rusă, acesta a absolvit școala medie din orașul Poltava, din RSS Ucraineană. În 1979 devine corespondent al ziarului Moldova Sovietică, iar în 1980 a absolvit Facultatea de Jurnalism în Cadrul Universității din Liov. În 1990 obține titlul de doctor în istorie în cadrul aceleiași universități. 

### Activitatea politică
În 1996 a fondat Comunitatea Rusă din Chișinău, iar din 1997 este președinte al Congresului Comunităților Ruse din Republica Moldova. În 1998 fondează Mișcarea Ravnopravie. În 2002–2003 a fost reprezentant al Congresului Comunităților Ruse din Republica Moldova în Consiliul Conaționalilor, pe lângă Duma de Stat a Rusiei. În perioada 1999–2011 a fost consilier în Consiliul municipal Chișinău, ales pe listele Mișcării „Ravnopravie”. În toamna anului 2010,„Ravnopravie” s-a înscris în cursa electorală pentru alegerile parlamentare din Republica Moldova cu sloganul „Pentru Moldova în componența Rusiei!”. Liderul formațiunii declara atunci: „Moldova își păstrează hotarele actuale. Devine subiect al Federației Ruse, după exemplul Tatarstanului, Crimeii”.  în 2016 a cedat conducerea partidului lui Ilan Șor, schimbându-și denumirea în Partidul Șor. Klimenco a rămas președintele de onoare al partidului.

### Viziuni politice
Klimenco este cunoscut pentru poziția sa pro-rusă și antieuropeană. Unele poziții ale sale au fost considerate ca fiind antiromânești. Klimenco se opune Unirii Moldovei cu România, susținând că aceasta ar putea creea un război civil, în care va participa și Rusia.

## Viață personală
Klimenco cunoaște limbile rusă și ucraineană. Este căsătorit și are un copil.